# Stand Watie
Stand Watie, też znany jako Degataga lub Isaac S. Watie (ur. 12 grudnia 1806 lub 1809 w Rome, zm. 9 września 1871) – wódz Czirokezów i generał w wojsku Skonfederowanych Stanów Ameryki w czasach wojny secesyjnej. Był dowódcą kawalerii indiańskiej.